# Tomoyasu Asaoka
Pour les articles homonymes, voir Tomoyasu.
Tomoyasu Asaoka (浅岡 朝泰, Asaoka Tomoyasu) est un footballeur japonais né le 6 avril 1962 dans la Tokyo au Japon.